# داراب‌نامه
داراب‌نامهٔ طرسوسی یا داراب‌نامهٔ طرطوسی داستانی است منثور در احوال داراب پادشاه کیانی، نوادهٔ او روشنک با لقب بوران‌دخت (دختر داراب پسر داراب) و اسکندر رومی (مقدونی). شکل کنونی داستان نوشته ابوطاهر طرسوسی (یا طرطوسی) است و به همین جهت کتاب را با عنوان دارابنامهٔ طرسوسی می‌شناسند.

## داستان

نگاره‌ای از داراب‌نامه اکبرشاهی که توسط هنرمندان هندوستانی کتابت و تصویرسازی شد.

در این بخش از داستان بوزینگان که سلاح‌هایی از جنس استخوان ماهی در دست دارند سوار بر لاکِ لاک‌پشت به کشتی طمروسیه حمله‌ور می‌شوند. از میان افرادِ در کشتی تنها یکی تفنگ به دست دارد و سایرین با تیر و کمان از خود دفاع می‌کنند.
اصل داستان حماسی داراب به زمان ساسانی بازمی‌گردد. سرانجام با تحریر ابوطاهر به شکل کنونی درآمده‌است. کتاب سرگذشت داراب پادشاه کیانی پسر بهمن (کی اردشیر)، و دختر او، همای چهر آزاد را روایت می‌کند. نفوذ عناصر سامی/اسلامی در بخش نخستِ کتاب، که شرح احوال داراب است، کم است. بخش مربوط به اسکندر از نفوذ عناصر اسلامی، یونانی، و سریانی خالی نیست. با این حال تصویری که از اسکندر در این کتاب داده شده‌است با آن چیزی که در باقی اسکندرنامه‌ها به چشم می‌خورد، متفاوت است. به این معنا که دست‌کم سایه‌ای از تیرگی شخصیت این جنگجوی مقدونی و بیزاری ایرانیان پیش از اسلام از وی در کتاب به چشم می‌خورد.
نثر کتاب از عالی‌ترین نمونه‌های نثر فارسی در دورهٔ اول (قبل از مغول) است و به لهجهٔ تخاطب آن زمان نزدیک است. به علت نزدیکی نویسندگان این داستان‌های عامیانه (سمک عیار نمونهٔ دیگر است) به مردم عادی، نثر کتاب و زبان روایت بسیار طبیعی و بی تکلف است و کمتر از امثال و آیات عربی و تکلف‌های ادبی برآمده از علوم اسلامی و ادبیات عرب استفاده شده است.
از این کتاب نسخه‌های فراوانی در دست نیست. در پی پریشانی برآمده پس از حمله مغول و با سنگین‌تر شدن سایهٔ اسلام بر ایران و رواج تعصبات ضد ایرانی، از رونق داستان‌های ملی کاسته شد و قهرمانان ملی با نمونه‌های اسلامی جایگزین شدند. داستان داراب نیز از رونق افتاد و چندان رونویسی نشد. از دیگرسوی، کم‌رواجی داستان باعث شده‌است که فساد خاسته از تصرف کاتبان در کتاب کمتر راه یابد. به‌طوری که اختلاف در نسخه‌های موجود داراب‌نامه ناچیز و بیشتر از نوع ضبط نادرستِ کلمه‌هاست که بیشتر برآمده از قرائت نادرست است.

## نویسنده
ابو طاهر محمد بن موسی طرسوسی از گزارندگان داستان در سده ششم هجری بود و چند داستان دیگر را هم تحریر کرده‌است. در لقب وی اختلاف است: عده‌ای اصلش را از طرطوس در سوریهٔ کنونی دانسته‌است و عده‌ای از طرسوس در آسیای کوچک. آنچه مسلم است این است که ابوطاهر به دسته‌ای از سنیان تعلق داشت که ایشان را فضائلیان می‌خواندند. این فضائلیان در برابر مناقبیان شیعی بودند. مناقبیان شیعی داستان‌های حماسی در احوال شخصیت‌های مذهبی شیعی می‌گفتند. برعکس، فضائلیان داستان‌های حماسی ایرانی می‌گزاردند و البته داستان‌هایی در تمجید دو خلیفهٔ نخست نیز می‌گفتند.

## نمونه‌ای از متن
پیرنگداراب پس از سال‌ها دوری از ایران و فرمانروایی بر جزایر ماورای بحار به ایران باز می‌آید تا مادرش همای را، پادشاه ایران را، که بر دست قیصر مستأصل شده‌است و لشکر بر او شوریده‌اند فریاد رسد. همای را در بند کشیده‌اند و سوی قیصر می‌برند که داراب در می‌رسد:
«همای نعره‌ای بزد که ای جان مادر، مادر را دریاب که بر من رحم نکردند. داراب که این بشنید یک نعره بزد و چوب بر بالای سر برآورد و سواری را چنان بزد که مرد و اسپ را به هم در شکست به یک زخم و روی به کوه‌آسا آورد و دست را بالا کرد تا او را بزند. کوه‌آسا بگریخت و روی در آن کوه نهاد؛ و [داراب] خلقی را بکشت و همای را از دست ایشان بستد و روی به کوه آورد و به گوشه‌ای بیرون رفت و هر که پیش می‌آمد با آن چوب می‌زد و مرد و اسپ را می‌کشت تا همه به هزیمت رفتند. آنگاه پیش مادر بنشست، همای بیهوش شده بود، وی دست‌وپای مادر باز می‌کرد و می‌گریست و اشک داراب بر روی همای می‌چکید. همای چشم باز کرد و فرزند را دید که در پیش وی نشسته‌است. دیگر باره بیهوش شد. سر بر کنار فرزند نهاده بود و می‌گریست. داراب گفت ای مادر چندین مگری.»